# Arsjön
Arsjön är en sjö i Lilla Edets kommun i Bohuslän och ingår i Göta älvs huvudavrinningsområde. Sjön är 8 meter djup, har en yta på 0,202 kvadratkilometer och är belägen 95,1 meter över havet. Sjön avvattnas av vattendraget Brattorpsån.

## Delavrinningsområde
Arsjön ingår i det delavrinningsområde (645366-127931) som SMHI kallar för Mynnar i Göta älvs vattendragsyta. Medelhöjden är 107 meter över havet och ytan är 27,81 kvadratkilometer. Det finns inga avrinningsområden uppströms utan avrinningsområdet är högsta punkten. Brattorpsån som avvattnar avrinningsområdet har biflödesordning 2, vilket innebär att vattnet flödar genom totalt 2 vattendrag innan det når havet efter 61 kilometer. Avrinningsområdet består mestadels av skog (67 procent), öppen mark (15 procent) och jordbruk (11 procent). Avrinningsområdet har 0,57 kvadratkilometer vattenytor vilket ger det en sjöprocent på 2 procent.